# Tipula ursulae
Tipula ursulae är en tvåvingeart som beskrevs av Mannheims 1965. Tipula ursulae ingår i släktet Tipula och familjen storharkrankar. Inga underarter finns listade i Catalogue of Life.